# Potrerillo Bajo
Potrerillo Bajo es un caserío peruano ubicado en el distrito de Las Lomas, perteneciente a la provincia y departamento de Piura, al norte del Perú. 

## Ubicación
Potrerillo Bajo se ubica al noreste de la provincia de Piura, en el distrito de Las Lomas, en el departamento de Piura.

## Demografía
En 2017 Potrerillo Bajo tenía una población de 295 habitantes.
| Gráfica de evolución demográfica de Potrerillo Bajo entre 1993 y 2017   |
|                                                                         |
| Fuentes: Población 1993 (junto con Potrerillo y Potrerillo Alto) y 2017 |